# Cillorigo de Liébana
Cillorigo de Liébana är en kommun i Spanien. Den ligger i den autonoma regionen Kantabrien i norra delen av landet, 300 km norr om huvudstaden Madrid. Antalet invånare är 1 362 (2024). Arean är 106,58 kvadratkilometer. Cillorigo de Liébana gränsar till Tresviso, Peñarrubia, Lamasón, Cabezón de Liébana, Potes, Camaleño och Cabrales. 